# Cobre (Nuevo México)
Cobre es un lugar designado por el censo ubicado en el condado de Grant en el estado estadounidense de Nuevo México. En el Censo de 2010 tenía una población de 39 habitantes y una densidad poblacional de 224,75 personas por km².

## Geografía
Cobre se encuentra ubicado en las coordenadas 32°46′50″N 108°6′38″O / 32.78056, -108.11056. Según la Oficina del Censo de los Estados Unidos, Cobre tiene una superficie total de 0.17 km², de la cual 0.17 km² corresponden a tierra firme y (0%) 0 km² es agua.

## Demografía
Según el censo de 2010, había 39 personas residiendo en Cobre. La densidad de población era de 224,75 hab./km². De los 39 habitantes, Cobre estaba compuesto por el 94.87% blancos, el 0% eran afroamericanos, el 2.56% eran amerindios, el 0% eran asiáticos, el 0% eran isleños del Pacífico, el 2.56% eran de otras razas y el 0% pertenecían a dos o más razas. Del total de la población el 94.87% eran hispanos o latinos de cualquier raza.